# Епициклоида
Епициклоида в геометрията е равнинна крива от четвърта степен, получена като геометричното място на фиксирана точка от окръжност, наречена епицикъл, която се търкаля от външната страна на друга окръжност, наречена направляваща, с радиус равен или по-голям от радиуса на епицикъла.

## Уравнения
Ако радиусът на епицикъла е означен с r, а този на направляващата окръжност – с R, то параметричните уравнения на епициклоидата са:
{\displaystyle {\begin{cases}x(\theta )=(R+r)\cos \theta -r\cos({\frac {R+r}{r}}\theta )\\y(\theta )=(R+r)\sin \theta -r\sin({\frac {R+r}{r}}\theta )\end{cases}}},
където {\displaystyle \theta } е ъгълът между абсцисната ос и правата свързваща центровете на двете окръжности.
Да положим R = rk. Тогава:
- ако k е цяло число, кривата е затворена и има k на брой рогови точки.
- ако k е рационално число, от вида {\displaystyle k={\frac {p}{q}}}, където p и q са взаимно прости, кривата е затворена и има p на брой рогови точки.
- ако k е ирационално число, тогава кривата е безкрайна, никога не достига изходното си положение и с графиката си изпълва пръстеновидната фигура с вътрешен радиус R и външен R+2r.

Епициклоидата е частен случай на епитрохоида, при която точката, която описва въртеливото движение, е фиксирана върху окръжността.
Епициклоида с една рогова точка (при r = R) се нарича кардиоида (от „кардиа“, „сърце“), с две рогови точки – нефроида (от nephros, „бъбрек“), а с пет рогови точки – ранункулоида (от ranunculus, „лютиче“).
- Примери за епициклоиди
- k=1
- k=2
- k=3
- k=4
- k=2.1=21/10
- k=3.8=19/5
- k=5.5=11/2
- k=7.2=36/5

## История
Идеята за епициклите се заражда още в древността, когато Аполоний и Хипарх се опитват да ги използват за обясняване движението на небесните тела. Думата „епицикъл“ се среща у Теон от Смирна (130 г. пр.н.е.) и у Птолемей. Съставена е от επι, „към“ и κυκλος, „кръг“.
Първата конкретна епициклоида е разглеждана геометрично от Албрехт Дюрер през 1525 г. Около 1674 г. Оле Рьомер показва, че зъбните колела с форма на епициклоида изпитват минимално триене. Епициклоидите се срещат и в труда на Исак Нютон „Математически принципи на натуралната философия“, в които той показва редица техни приложения в механиката.
Бернули и Лопитал също ги разглеждат, под името roulettes extérieures. За първи път тези криви са систематично представени от Филип де Лаир, който открива повечето от свойствата им, изчислява квадратурите, ректифицира кривите и ги „узаконява“ с познатото днес наименование.